# Arvid Afzelius (läkare)

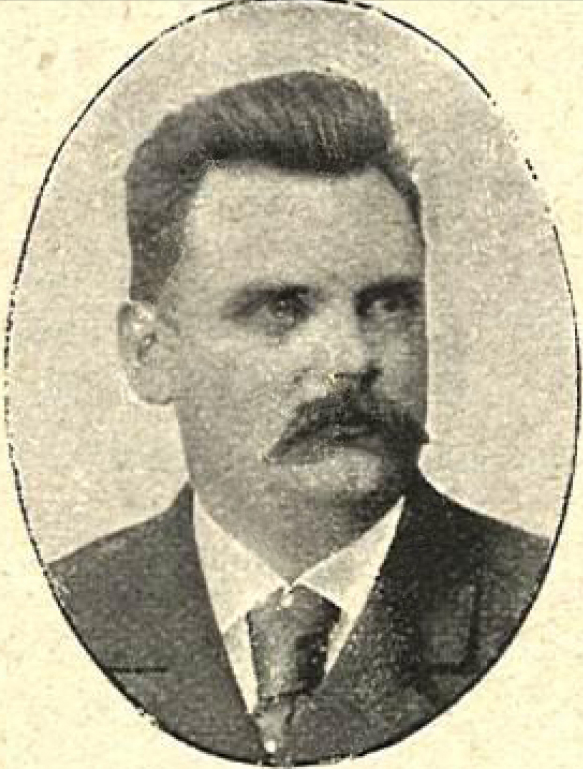
Arvis Afzelius.

Arvid Nikolaus Afzelius, född den 29 mars 1857 i Torstuna socken, Västmanlands län, död den 8 december 1923 i Stockholm, var en svensk läkare. Han var sonson till Arvid August Afzelius och far till Nils Afzelius. 
Afzelius avlade medicine kandidatexamen vid Karolinska institutet 1882 och medicine licentiatexamen 1887. Sistnämnda år blev han praktiserade läkare (specialiserad på hudsjukdomar) i Stockholm. Afzelius vilar på Norra begravningsplatsen utanför Stockholm.